# نوردین طلحی
نوردین طلحی (انگلیسی: Nordine Talhi؛ زادهٔ ۲۲ ژوئیهٔ ۱۹۸۶) بازیکن فوتبال اهل فرانسه است.